# Palác První české vzájemné pojišťovny (Hradec Králové)
Palác První české vzájemné pojišťovny je rozsáhlý třípatrový obytný a administrativní objekt. Funkcionalistická stavba vznikla v roce 1932 na základě architektonického návrhu Jindřicha Freiwalda a Jaroslava Böhma a je situována na nároží ulic Divišova a Kotěrova v Hradci Králové.

## Historie
Projekt na palác začal vznikat už v roce 1925, definitivní verze projektu je ale datována až 18. dubna 1931. Stavba samotná začala koncem července 1931 a prováděla ji stavební firma Robert Schmidt a Václav Nekvasil. 1. října 1932 pak byla budova dobudována a předána k používání.
Investorem stavby byla První česká vzájemná pojišťovna, v jejíž správní radě seděl od roku 1910 také tehdejší královéhradecký starosta František Ulrich. Ten spatřoval ve stavbě příležitost nabídnout v Hradci Králové v obtížné době 30. let 20. století, typické vysokou nezaměstnaností, příležitost k výdělku na stavebních pracích.
Po První české vzájemné pojišťovně se majitelem domu stalo statutární město Hradec Králové, které je vlastníkem dosud (2021). Od roku 1981 je dům zapsán v seznamu kulturních památek.

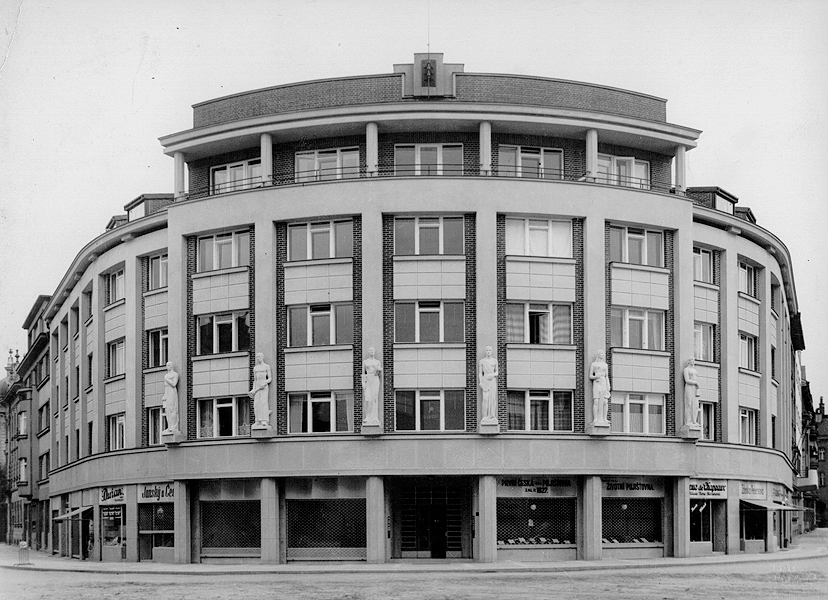
Celkový pohled ze severu, stav v roce 1936

## Architektura
Stavba byla od počátku koncipována jako administrativní a zároveň obytná. V přízemí se nacházelo dvanáct obchodů a dvě garsoniéry pro domovníky. V patrech byly umístěny dvou- až čtyřpokojové byty, dva malé byty pak byly ještě v podkroví, společně s prádelnami a sušárnami.
Stavba na nárožní parcele má konvexně prohnutou fasádu. Nápadným prvkem jsou vysoké pilastry střídané pásy režného cihlového zdiva (zřejmě inspirace tvorbou Jana Kotěry, u kterého Freiwald studoval). Z průčelí stavby vystupuje pětiosý rizalit, v jehož středu je v přízemí hlavní vstup do domu. V rizalitu je nad třetím patrem ještě balkon na sloupech a nad ním v úskoku nástavec z režných cihel se středovým stupňovitým pylonem nesoucím stožár.
Nad parterem je umístěno šest soch pražského výtvarníka Stanislava Suka. Postavy představují duševního pracovníka či úředníka, řemeslníka, obchod (socha je někdy též považována za alegorii vědy), alegorii města Hradce Králové (socha je někdy též považována za symbol umění), zemědělství či dobrou úrodu a spořivost. Sochy jsou vytesány z kamene vytěženého v lomech na Boháňce a na Skále u Hořic a vznikly v dílně Františka Bílka v Podhorním Újezdě.